# Calle Serrano (Valparaíso)
La calle Serrano es una vía que cruza el Barrio Puerto de la ciudad de Valparaíso, Chile, uniendo la Plaza Echaurren con la Plaza Sotomayor. Toma su nombre en honor a Ignacio Serrano, héroe del Combate naval de Iquique.
De esta calle aparecen tres pequeños pasajes que la unen con la paralela calle Cochrane. Además por esta vía se puede acceder al ascensor Cordillera.
El sector de la Plaza Echaurren y calle Serrano fue declarado Monumento Nacional de Chile en 2001, en la categoría de Zona Típica.

## Historia
Inicialmente a la calle se le conocía como La Planchada, y hasta ese lugar llegaba el mar, antes de que se rellenara el Plan de Valparaíso durante la segunda mitad del siglo XIX.
Durante el siglo XIX, debido al auge económico de la ciudad, la calle se convirtió en una de las arterias comerciales más importantes de Valparaíso. Numerosas familias adineradas construyeron diversos inmuebles de uso mixto: locales en la planta baja y habitaciones en las superiores.
En la madrugada del 3 de febrero de 2007 una explosión de gas en combinación con fallas eléctricas y posterior incendio dejó un saldo de cinco muertos y destruyó cinco edificios emblemáticos de la calle.

## Lugares de interés
- Plaza Sotomayor y Monumento a los Héroes de Iquique.
- ascensor Cordillera
- Edificio de la Comandancia en Jefe de la Armada de Chile (Ex Intendencia Regional).
- Edificio de la Facultad de Humanidades de la Universidad de Valparaíso.
- Plaza Echaurren, primera plaza de la ciudad.